# 神前村 (三重県)
神前村（かんざきむら）は三重県三重郡にあった村。現在の四日市市の中部、三滝川の中流域、近鉄湯の山線・高角駅の周辺および東方一帯にあたる。

## 地理
- 河川：三滝川、矢合川

## 歴史
- 1594年(文禄3年)- 太閤検地の村切りの結果として伊勢神宮領地の高角村地域から分離した久居藩飛び地支配地の寺方村・西野村区域の村落が発足。
- 1889年（明治22年）4月1日 - 町村制の施行により、曽井村・高角村・寺方村・西野村・尾平村の区域をもって発足。
- 1954年（昭和29年）7月1日 - 四日市市に編入。同日神前村は廃止となり四日市市神前地区 になる。

## 交通

### 鉄道路線
- 三重交通
  - 三重線（現・近鉄湯の山線）
    - 高角駅